# Vinhas
Vinhas ist eine kleine Gemeinde (Freguesia) im portugiesischen Kreis Macedo de Cavaleiros mit 160 Einwohnern (Stand 19. April 2021).